# 中島央
中島 央（なかじま ひろし、1975年 - ）は、日本の映画監督・脚本家。
東京都生まれ。2003年、サンフランシスコ州立大学映画学科卒業。
過去にアメリカ・ハリウッドにて、劇場長編映画２本、短編を１本発表。全ての作品はアメリカ人のスタッフ・キャストで製作された英語作品である。
今まで国際映画祭で受賞・ノミネートした総計は２２にも上る。（ヒューストン国際映画祭、メキシコ国際映画祭で受賞）
『Lily』、『シークレット・チルドレン』(FOX/NTTぷらら製作)は全米、ヨーロッパの映画祭で幅広く上映され、両作品とも日本全国で劇場公開され、現在はDVD化され、全国に流通している。また、全ての監督作品の脚本も自身で執筆している。

## 概要
東京都出身。アメリカ・カリフォルニア州にて映画製作を学ぶ。東京都立高校を中退。渡米して語学学校に入学。サンフランシスコ州立大学映画学科卒業後、脚本家としてキャリアをスタート。

## 映画
- Lily (短編映画) （2007年、監督・脚本・製作）
- Lily (映画) （2010年、監督・脚本・製作）（2011年4月日本公開）
- シークレット・チルドレン （2014年、監督・脚本・製作）（2014年5月日本公開）
- SUMMER TOKYO　(短編映画) （2014年、監督・脚本）　（2014年10月　ひかりTV VOD放送）
- TOKYO, I LOVE YOU (映画) （2023年、監督・脚本・製作）

## 受賞歴
2010年
映画「Lily」
- ロサンゼルス・ムービー・アワード 2010 / 長編映画部門HONARABLE MENTION受賞
- ザ・アコレード 2010 アワード・オブ・メリット受賞
- アクション・オン・フィルム国際映画祭 2010 －ノミネート－ 最優秀作品賞ドラマ部門

2009年
映画「Lily」
- メキシコ国際映画祭2009 シルバー・パーム・アワード受賞
- アクション・オン・フィルム国際映画祭2009 －ノミネート－　最優秀作品賞ドラマ部門
- アクション・オン・フィルム国際映画祭2009 －ノミネート－ 最優秀撮影賞
- アクション・オン・フィルム国際映画祭2009 －ノミネート－ 最優秀音響賞
- アクション・オン・フィルム国際映画祭2009 －ノミネート－最優秀サウンドトラック賞

2007年
リリィ（短編映画）（原題：Lily)
- 全米アメリカン・ジェム・脚本コンテスト2006 TOP25脚本賞受賞
- 第40回ヒューストン国際映画祭　最優秀短編作品賞（プラチナム・アワード）オリジナル・コメディ部門受賞
- アクション・オン・フィルム国際映画祭2007 最優秀楽曲受賞
- エヴァーグレイズ国際映画祭（南アフリカ）金賞・最優秀短編作品賞受賞
- スワンシー国際映画祭2007（イギリス）－ノミネート－　最優秀短編作品賞
- アクション・オン・フィルム国際映画祭2007 －ノミネート－年間最優秀監督賞
- アクション・オン・フィルム国際映画祭2007 －ノミネート－主演女優賞
- アクション・オン・フィルム国際映画祭2007 －ノミネート－最優秀撮影賞

英語オリジナル脚本作品
2006年
- フィルムメーカー国際脚本コンペティション2006 －エイス・ファイナリスト　＜長編映画脚本“ホワイトルーム”＞
- フィルムメーカー国際脚本コンペティション2006 －エイス・ファイナリスト＜長編映画脚本“リピート・アフター・ミー”＞
- 全米フェイド・イン・アワード脚本コンテスト2006 －クォーター・ファイナリスト　＜長編映画脚本　“ホワイトルーム”＞
- アメリカン・ジェム国際短編脚本コンテスト2006 －　TOP25賞＜短編映画脚本　“リリィ”＞

2005年
- 全米スクリーンプレイ脚本フェスティバル2005 －フィナリスト＜長編映画脚本　“リピート・アフター・ミー”＞
- スクリプトルーザ国際脚本コンペティション2005 －セミ・ファイナリスト　＜長編映画脚本“ホワイトルーム”＞

2004年
- 全米スクリーンプレイ脚本フェスティバル2004 －準グランプリ－アクション・アドベンチャー作品部門＜長編映画脚本“ホワイトルーム”＞